# Instytut Psychologii Uniwersytetu Rzeszowskiego
Instytut Pedagogiki Uniwersytetu Rzeszowskiego – jeden z sześciu instytutów Kolegium Nauk Społecznych Uniwersytetu Rzeszowskiego.

## Władze Instytutu
W kadencji 2024–2028:
| Stanowisko                             | Imię i nazwisko              |
| -------------------------------------- | ---------------------------- |
| Dyrektor                               | p.o. dr hab. Andrzej Łukasik |
| Zastępca Dyrektora i kierownik studiów | dr Anna Wańczyk-Welc         |
| Zastępca Dyrektora                     | dr Małgorzata Marmola        |

## Struktura organizacyjna

### Pracownia Psychologii Ogólnej
Samodzielni pracownicy naukowi:
- dr hab. Krzysztof Mudyń – kierownik Pracowni
- dr hab. Andrzej Łukasik

### Pracownia Psychologii Rozwoju i Edukacji
Samodzielni pracownicy naukowi:
- dr Katarzyna Tomaszek – kierownik Pracowni
- dr hab. Antoni Wontorczyk

### Pracownia Psychologii Klinicznej i Psychoterapii
Samodzielni pracownicy naukowi:
- dr Anna Englert-Bator – kierownik Pracowni